# Aria (film 1987)
Aria è un film collettivo in dieci episodi diretti dai registi Robert Altman, Bruce Beresford, Bill Bryden, Jean-Luc Godard, Derek Jarman, Franc Roddam, Nicolas Roeg, Ken Russell, Charles Sturridge e Julien Temple.
È stato presentato in concorso al Festival di Cannes 1987.

## Trama
10 registi si cimentano sulle note di arie tratte da opere liriche.
Ogni episodio contiene foto dei seguenti fotografi: Snowdon, John Swannell, Jonathan Lennard, Greg Gorman, Bob Carlos Clarke, David Bailey, Annie Leibovitz, Terry O’Neil, Angus McBean, Koo Stark.
 Episodio #01: "Un Ballo in Maschera", diretto da Nicolas Roeg 
Tratto da: Un ballo in maschera di Giuseppe Verdi
Ambientato nel 1931 a Vienna quando re Zog d'Albania si salvò per miracolo da un attentato. Si era recato nella capitale austriaca per incontrarsi con la sua amata, una graziosa baronessina.
 Episodio #02: "La Vergine degli Angeli", diretto da Charles Sturridge 
Tratto da: La forza del destino di Giuseppe Verdi
Alcuni bambini soli si arrangiano alla meglio per vivere e che solo in una chiesa davanti alla statua della Madonna degli Angeli sembrano ritrovare un po' di serenità.
 Episodio #03: "Enfin il Est ma Puissance", diretto da Jean-Luc Godard 
Tratto da: Armide di Jean-Baptiste Lully
In una palestra di culturisti, i frequentatori non si accorgono di due disinvolte giovani inservienti che fan di tutto per attirare la loro attenzione.
 Episodio #04: "La Donna è Mobile", diretto da Julien Temple 
Tratto da: Rigoletto di Giuseppe Verdi
Di sapore boccaccesco, narra le vicende tragicomiche di un produttore e della di lui amante in cerca di una scrittura nel film della moglie dell'uomo con il proprio amico che, nonostante la bella presenza è però carente nell'arte amatoria. Le due coppie consumano il loro tradimento in un albergo a dir poco stravagante che offre la possibilità, ai suoi ospiti, di poter riprendere le proprie effusioni amorose. Alla fine il drammatico scambio delle videocassette per i due coniugi fedifraghi.
 Episodio #05: "Glück, Das Mir Verblieb", diretto da Bruce Beresford 
Tratto da: Die tote Stadt di Erich Wolfgang Korngold
L'incontro di due giovani amanti in una Bruges abbandonata.
 Episodio #06: "Lieu Désolés", diretto da Robert Altman 
Tratto da: Les Boréades di Jean-Philippe Rameau
Ambientato in un teatro del XVIII secolo ove tutto il pubblico è costituito da pazzi accompagnati lì da strambi aristocratici che si divertono ad osservare le stranezze dei poveri malati.
 Episodio #07: "Liebestod", diretto da Franc Roddam 
Tratto da: Tristano e Isotta di Richard Wagner
Si svolge a Las Vegas dove una giovane coppia in un motel, dopo un travolgente rapporto amoroso, sceglie di uccidersi.
 Episodio #08: "Nessun Dorma", diretto da Ken Russell 
Tratto da: Turandot di Giacomo Puccini
Una bella donna ha una visione magica dove si vede ammirata da tutti e ricoperta di pietre preziose mentre si ritrova in sala operatoria a subire un intervento chirurgico che però riesce a superare.
 Episodio #09: "Depuis le Jour", diretto da Derek Jarman 
Tratto da: Louise di Gustave Charpentier
Una vecchia attrice rivive con infinita dolcezza alcuni momenti della sua gioventù e del suo amore.
 Episodio #10: "Vesti la Giubba", diretto da Bill Bryden 
Tratto da: Pagliacci di Ruggero Leoncavallo
Il personaggio del clown è costretto a rappresentare sulla scena il tipo eternamente allegro e gioioso mentre nell'intimo è angosciato e deluso.